# Disco Boy
Disco Boy es una película dramática de coproducción europea de 2023 dirigida por Giacomo Abbruzzese en su primer largometraje y protagonizada por Franz Rogowski como Aleksei. La película muestra las historias entrelazadas de Aleksei, un miembro de la Legión Extranjera Francesa; y de Jomo, un guerrillero de un pueblo del Delta del Níger.
Fue seleccionada para competir por el Oso de Oro en el Festival de Cine de Berlín 2023.
La película, distribuida por Adso Films, se estrenó en España el 15 de diciembre de 2023.

## Elenco
- Franz Rogowski como Aleksei
- Morr Ndiaye como Jomo
- Laetitia Ky como Udoka
- Leon Lučev como Paul
- Matteo Olivetti como Francesco
- Robert Więckiewicz como Gavril
- Michał Balicki como Mikhail

## Producción

### Desarrollo
Disco Boy es el primer largometraje del director y guionista italiano Giacomo Abbruzzese. Desarrolló la película durante el programa de artistas en residencia Cinéfondation, iniciado por el Festival de Cannes. En declaraciones a un reportero de Cineuropa, Abbruzzese reveló que el personaje de Rogowski nació de un encuentro en un club nocturno con un bailarín que había sido soldado.

## Recepción
En el sitio web del agregador de reseñas Rotten Tomatoes, la película tiene un índice de aprobación del 86% basado en 44 reseñas, con una calificación promedio de 7,9/10. En Metacritic, tiene una puntuación promedio ponderada de 72 sobre 100 basada en 13 reseñas, lo que indica reseñas "generalmente favorables".